# همشیریان
همشیریان (به انگلیسی: Hamsherian) یک روستا در پاکستان است که در ناحیه مانسهره واقع شده‌است.